# 筑波大学生物資源学類・生物資源科学関連専攻
筑波大学生物資源学類（つくはだいがくせいぶつしげんがくるい、英称:Faculty of Agro-Biological Resourse Sciences）は、国立大学法人筑波大学生命環境学群に設置される学類の一つである。
筑波大学生物資源科学関連専攻（せいぶつしげんかがくかんれんせんこう、英称:Graduate school of Agro-Biological Resourse Sciences）は、国立大学法人筑波大学大学院 生命地球科学研究群（旧生命環境科学研究科）博士前期課程の専攻の内の一つである生物資源科学学位プログラム（旧生物資源科学専攻）と、博士後期課程である 農学学位プログラム、NARO連係先端農業技術科学サブプログラム、生命農学学位プログラム（旧生物圏資源科学専攻、生物機能科学専攻、国際地縁技術開発学専攻）の総称。
生物資源学類（旧農林学類）は農林生物学コース（農学・園芸学）、応用生命化学コース（農芸化学・生命化学）、環境工学コース（農業工学）、社会経済学コース（農業経済学）の4コースからなっている。
生物学および生命科学を基礎として、生物資源とそれを取り巻く環境の多様性を分子、個体、集団および生態系のレベルで究明する農林生物学コースでは、食料の持続的生産や生産環境と生態系の持続的保全管理と利活用に役立つ理論と技術を習得した人材を育成。
化学及び生命化学を基礎として、生物の機能を個体から細胞・遺伝子・分子のレベルで究明を進める応用生命化学コースでは生物化学工学、生物環境化学、微生物、バイオサイエンス、の4つのサブコースで構成され、医療、食品、農業、環境等の分野で活躍する人材を育成。
工学的な視点から生物資源の基盤である山・水・農地の利用と管理、生態環境の保全と修復、食料資源の循環利用の技術について考え、食料や環境問題を解決するために学術的に取り組む環境工学コースは、多様な問題に総合的に取り組む研究者・技術者の育成を目指している。
農業経済学と林業経済学の2つの学問領域から構成される社会経済学コースは、社会学と経済学を基礎に、農林業に関する社会や国際関係のあり方、環境保全及び国際協力について考究、農地や森林・林地の管理さらに食料や林産物の生産・流通・消費とそれらを担う人や企業について学術研究を行っている。
大学院生命地球科学研究群は、旧農学研究科、生物科学研究科、地球科学研究科の再編により2001年4月に8専攻体制で発足ののち、2005年度から前後期区分制を採用。このうち農学関係の博士前期課程として生命環境科学研究科に生物資源科学専攻が開設された。この専攻は人類社会の持続的発展に貢献する高度な専門的・総合的能力を有する人材を養成することを目的に農学園芸学・農業生物学・環境科学などの分野の深い専門知識と技術習得し、生物資源関連分野と生命産業関連分野において、研究者、高度実務型職業人として活躍する人材養成のための基礎教育が行われる。具体的な教育分野としては生物資源科学を基礎とする4領域の農林生物学領域（農学園芸学・森林科学・農業系生物学）・農林社会経済学領域（農業経済学）・生物環境工学領域（農業工学）・応用生命化学領域（農芸化学）と、生命産業において活躍し得る人材、実務型社会人の育成目的のバイオシステム学コースや、食料の安定供給や生物資源の開発、保全、持続的利用といった、現在人類が地球規模で直面する様々な問題の解決に貢献するための国際人材の育成を目指したグローバルセキュリティーコースを設置。
この他、国際協力機構（JICA）との連携により定員は10名までであるが有識かつ実務経験のある外国人留学生を対象とした「持続的農村開発コース」が、また定員を国費研究留学生4名を含めて15名まで、交流協定実績を持つアジア諸国の大学の外国人学生を対象として「国際連携による持続的農業開発エキスパート養成プログラム」を開設。

## 沿革
明治5年に神田昌平黌跡地に設立された師範学校が後に高等師範学校改称されるが、1898年（明治31年）高等師範学校に附属農場、農学専修科が設置され、1915年（大正4年）東京高等師範学校の理科第3部（博物・農学）、1943年（昭和18年）に理科第4部（農学）と改組した。
一方で1899年（明治32年）当時東京府在原郡目黒村大字上目黒字駒場にあった東京帝国大学農科大学構内に設置された「農業教員養成所」（1902年（明治35年）に農家大学付属農業教員養成所→東京帝国大学農学部附属農業教員養成所）が1937年（昭和12年）に廃止され、東京農業教育専門学校 (旧制)が発足。
筑波大学における農学生物資源科学教育・研究の歴史は、この2校をルーツとする。
両校は1949年（昭和24年）の国立学校設置法により東京教育大学に包括。農学部として発足。学科は農学科、“農業”化学科、農業工学科、林学科、“農村”経済学科の5学科で24講座。そして農場と演習林が設置される。
1950年（昭和25年）、旧農林省農村工業指導所の施設が東京教育大学に移管され、附属農工研究所が設置される。また旧文部省から坂戸農場が移管され、附属坂戸農場が設置される。
東京高等師範学校と東京農業教育専門学校は1952年（昭和27年）のこの年、廃止された。
1953年（昭和28年）、東京教育大学農学部に総合農学科（農業工作第一講座、第二講座）が設置され、5学科26講座体制となる。
1956年（昭和31年）、農業教育専門学校時代の野辺山農場が廃止され、その施設を付属野辺山演習林に移管設置。
1957年（昭和32年）には農学専攻科と木材糖化実験所が、1958年（昭和33年）には農学別科が、1959年（昭和34年）には長野県南佐久郡川上村に附属川上演習林が設置された。
木材糖化研究所は1962年（昭和37年）木材糖化研究施設と改称される。同年には静岡県安倍郡井川村（現静岡市葵区）に井川演習林も設置される。
1962年（昭和37年）、目黒区駒場に教育大学農学部本館が完成し、旧校の移転を完了させる。
1964年（昭和39年）、総合農学科が廃止されて生物化学工学科に改組。
またこの年に大学院農学研究科修士課程の農学、農業化学、農業工学、林学、農村経済学の各専攻が発足、農学専攻科が廃止される。
1969年（昭和44年）、農業化学科が農芸化学科に名称変更する。
1973年（昭和48年）、10月に「開かれた大学」「教育と研究の新しい仕組み」「新しい大学自治」を特色とした総合大学として筑波大学が茨城県新治郡桜村（現つくば市）に開学、翌年の1974年（昭和49年）から農学部が筑波大学への移行を開始。
1975年（昭和50年）には、東京教育大学農学部・農学研究科を母体として、生物資源学類・生物資源科学関連専攻の前身である第二学群農林学類と大学院修士課程および博士課程農学研究科が設置される。
また、これに伴い1975年（昭和50年）に東京教育大学農学部の学部学生の募集が停止。東京教育大学農学部付属演習林も廃止され、筑波大学に移行した。1977年（昭和52年）には東京教育大学が大学院研究科学生の募集を停止し、1978年（昭和53年）、東京教育大学が閉校。また坂戸農場は筑波大学附属坂戸高等学校農場の一部やワカバウォーク等と留保地となる。
1994年（平成6年）、第二学群農林学類から第二学群生物資源学類に改称する。
2000年（平成12年）、農学研究科、生物科学研究科及び地球科学研究科が改組・改編され、生命環境科学研究科が開設される。5年一貫制の博士課程で国際地縁技術開発化学専攻、生物圏資源科学専攻、生物機能科学専攻、他5専攻が設置される。
2005年（平成17年）、生命環境科学研究科の5専攻が5年一貫制から前期・後期の区分制に移行。博士前期課程として、生物資源科学専攻を開設。そして博士後期課程として、新たに国立研究開発法人農業・食品産業技術総合研究機構との連携大学院となる生命産業科学と先端農業技術科学専攻が新設される。また、独立修士研究科で発足していたバイオシステム研究科が廃止改組し、生命環境科学研究科へ合併移行する。
2007年（平成19年）、学群再編により、生命環境学群へ。
2020年（令和2年）、大学院再編により、専攻はそれぞれ、生命地球科学研究群へ。